# Tsukasa Kobonoki
Tsukasa Kobonoki (jap. 枋木 司, Kobonoki Tsukasa; * 5. Dezember 1991 in Tōhoku, Präfektur Aomori) ist ein ehemaliger japanischer Biathlet. Er nahm an den Olympischen Spielen 2022 teil und ist zweifacher Medaillengewinner bei Asienspielen.

## Sportliche Laufbahn
Kobonoki trat für die „Winterkampfausbildungseinheit“ (Tōsenkyō) der Bodenselbstverteidigungsstreitkräfte an. Er bestritt 2009 und 2010 seine ersten internationalen Rennen bei Far-East-Cup-Rennen im Skilanglauf. Im Biathlon folgte das Debüt zum Auftakt der Saison 2011/12 bei einem IBU-Cup-Sprint in Östersund, den er als 59. abschloss. Zudem nahm er an den Juniorenweltmeisterschaften 2012 in Kontiolahti teil und wurde unter anderem 38. des Sprints. Zum Saisonbeginn 2014/15 erreichte der Japaner zunächst in Beitostølen mit Rang 34 in einem Sprint erstmals die Punkteränge im IBU-Cup, wenige Tage später folgte in Östersund das Debüt im Weltcup, welches er mit dem 32. Rang im Einzel sofort erfolgreich gestaltete. Seine ersten Weltmeisterschaften bestritt Kobonoki im März 2015 in Kontiolahti, konnte aber nicht an die Vorleistung anknüpfen und belegte die Ränge 67 und 69 in Sprint und Einzel. Nach einer weniger erfolgreichen Saison unterbot er im Dezember 2016 sein Bestergebnis im IBU-Cup mit einem 16. Platz im Sprint von Obertilliach, in Oberhof erreichte er kurz darauf nach Sprintrang 48 erstmals ein Verfolgungsrennen im Weltcup. Im Rahmen der Weltmeisterschaften 2017 gelang ihm gemeinsam mit Mikito Tachizaki, Junji Nagai und Kōsuke Ozaki ein guter 15. Platz im Staffelbewerb, mit der Mixedstaffel gewann er eine Woche später bei den Asienspielen die Bronzemedaille.
Überzeugend trat Kobonoki bei den Sommerbiathlon-Weltmeisterschaften 2018 auf, wo er Zehnter im Sprint und Fünfter mit der Mixedstaffel wurde, im folgenden Januar gelang ihm in Ruhpolding zudem nach langer Zeit wieder der Gewinn einiger Weltcuppunkte. Nachdem er ansonsten wieder eher durchschnittliche Platzierungen erreicht und im Winter 2019/20 überhaupt keinen Wettkampf bestritten hatte, kam er in der Saison 2020/21 wieder zurück und erzielte sieben Ergebnisse unter den besten 50 Athleten. Darunter zählte auch Rang 28 im Sprint von Östersund, sein bis dahin bestes Weltcupergebnis. Im eröffnenden Einzel des Folgewinters gelang dem Japaner ein Paukenschlag, als er mit fehlerfreiem Schießen den neunten Rang belegte, was bis heute eines der besten Platzierungen eines männlichen japanischen Biathleten überhaupt darstellt. Beim Saisonhöhepunkt, den Olympischen Spielen von Peking, kam er in den Individualwettkämpfen dreimal unter die Top 50, mit der Mixedstaffel resultierte Rang 18. Bei den nacholympischen Rennen in Otepää kam ein weiterer Erfolg zustande, da Kobonoki nach Platz 26 im Sprint seinen ersten Massenstart erreichte und diesen als 27. abschloss. Nach Ende der Saison gab er das Ende seiner sportlichen Karriere bekannt, tauchte drei Jahre später aber noch einmal überraschend bei den Asienspielen auf und gewann an der Seite von Kiyomasa Ojima, Mikito Tachizaki und Masaharu Yamamoto im Staffelrennen die Goldmedaille.

## Persönliches
Kobonoki ist verheiratet und lebt wie alle japanischen Sportsoldaten in Sapporo.

## Weltcupplatzierungen
Die Tabelle zeigt alle Platzierungen (je nach Austragungsjahr einschließlich Olympische Spiele und Weltmeisterschaften).
- 1.–3. Platz: Anzahl der Podiumsplatzierungen
- Top 10: Anzahl der Platzierungen unter den ersten zehn (einschließlich Podium)
- Punkteränge: Anzahl der Platzierungen innerhalb der Punkteränge (einschließlich Podium und Top 10)
- Starts: Anzahl gelaufener Rennen in der jeweiligen Disziplin
- Staffel: inklusive Mixed- und Single-Mixed-Staffeln

| Platzierung                   | Einzel | Sprint | Verfolgung | Massenstart | Staffel | Gesamt |
| ----------------------------- | ------ | ------ | ---------- | ----------- | ------- | ------ |
| 1. Platz                      |        |        |            |             |         |        |
| 2. Platz                      |        |        |            |             |         |        |
| 3. Platz                      |        |        |            |             |         |        |
| Top 10                        | 1      |        |            |             |         | 1      |
| Punkteränge                   | 3      | 5      | 3          | 1           | 47      | 59     |
| Starts                        | 15     | 48     | 13         | 1           | 48      | 125    |
| Stand: Karriereende (Weltcup) |        |        |            |             |         |        |

### Weltcupwertungen
Ergebnisse bei Biathlon-Weltcups (Disziplinen- und Gesamtweltcup) gemäß Punktesystem:
| Saison  | Einzel | Einzel | Sprint | Sprint | Verfolgung | Verfolgung | Massenstart | Massenstart | Gesamt | Gesamt |
| Saison  | Platz  | Punkte | Platz  | Punkte | Platz      | Punkte     | Platz       | Punkte      | Platz  | Punkte |
| ------- | ------ | ------ | ------ | ------ | ---------- | ---------- | ----------- | ----------- | ------ | ------ |
| 2014/15 | 57.    | 9      | –      | –      | –          | –          | –           | –           | 86.    | 9      |
| 2018/19 | –      | –      | 80.    | 7      | –          | –          | –           | –           | 95.    | 7      |
| 2020/21 | –      | –      | 67.    | 17     | –          | –          | –           | –           | 81.    | 17     |
| 2021/22 | 17.    | 40     | 67.    | 22     | 62.        | 17         | 43.         | 8           | 53.    | 87     |

### Olympische Winterspiele
Ergebnisse bei Olympischen Winterspielen:
|                                        | Einzelwettbewerbe | Einzelwettbewerbe | Einzelwettbewerbe | Einzelwettbewerbe | Staffelwettbewerbe | Staffelwettbewerbe |
| Einzel                                 | Sprint            | Verfolgung        | Massenstart       | Männerstaffel     | Mixedstaffel       |                    |
| -------------------------------------- | ----------------- | ----------------- | ----------------- | ----------------- | ------------------ | ------------------ |
| Olympische Winterspiele 2022 \| Peking | 44.               | 41.               | 46.               | –                 | –                  | 18.                |

### Weltmeisterschaften
Ergebnisse bei Weltmeisterschaften:
| Weltmeisterschaften | Weltmeisterschaften | Einzelwettbewerbe | Einzelwettbewerbe | Einzelwettbewerbe | Einzelwettbewerbe | Staffelwettbewerbe | Staffelwettbewerbe | Staffelwettbewerbe |
| Jahr                | Ort                 | Einzel            | Sprint            | Verfolgung        | Massenstart       | Männerstaffel      | Mixedstaffel       | S.-M.-Staffel      |
| ------------------- | ------------------- | ----------------- | ----------------- | ----------------- | ----------------- | ------------------ | ------------------ | ------------------ |
| 2015                | Kontiolahti         | 69.               | 67.               | –                 | –                 | 21.                | –                  | nicht ausgetragen  |
| 2016                | Oslo                | 75.               | 67.               | –                 | –                 | 22.                | –                  | nicht ausgetragen  |
| 2017                | Hochfilzen          | 68.               | 75.               | –                 | –                 | 15.                | 15.                | nicht ausgetragen  |
| 2019                | Östersund           | 52.               | 48.               | 54.               | –                 | 20.                | 15.                | –                  |
| 2021                | Pokljuka            | 56.               | 57.               | 41.               | –                 | 18.                | 20.                | –                  |

### Juniorenweltmeisterschaften
Ergebnisse bei Juniorenweltmeisterschaften:
| Weltmeisterschaften | Weltmeisterschaften | Einzelwettbewerbe | Einzelwettbewerbe | Einzelwettbewerbe | Männerstaffel |
| Jahr                | Ort                 | Einzel            | Sprint            | Verfolgung        | Männerstaffel |
| ------------------- | ------------------- | ----------------- | ----------------- | ----------------- | ------------- |
| 2012                | Kontiolahti         | 56.               | 37.               | 42.               | –             |